# 北海道道729号朱鞠内風連線
北海道道729号朱鞠内風連線（ほっかいどうどう729ごう しゅまりないふうれんせん）は、北海道雨竜郡幌加内町と名寄市を結ぶ一般道道（北海道道）である。

## 概要

### 路線データ
- 起点：北海道雨竜郡幌加内町朱鞠内（国道275号交点）
- 終点：北海道名寄市風連町本町（国道40号・北海道道328号風連停車場線交点）
- 路線延長：16.3 km

## 歴史
- 1972年（昭和47年）2月24日 路線認定[1]。

## 地理

### 通過する自治体
- 上川総合振興局
  - 雨竜郡幌加内町
  - 名寄市

### 交差する道路
幌加内町
- 国道275号 - 朱鞠内（起点）

名寄市
- 北海道道976号西風連士別線 - 風連町西風連
- 北海道道798号西風連名寄線 - 風連町西風連
- 北海道道850号瑞生下士別線 - 風連町瑞生
- 国道40号 - 風連町本町（終点）
- 北海道道328号風連停車場線 - 風連町本町（終点）

### 沿線にある施設など
名寄市
- 名寄市立風連下多寄小学校 - 風連町字瑞生1558
- 風連郵便局 - 風連町仲町99
- 北星信用金庫風連支店 - 風連町仲町93-2
- JA道北なよろ本所 - 風連町本町
- JR北海道 宗谷本線 風連駅 - 風連町本町